# Вугляр
Вугля́р — селище Макіївської міської громади Донецького району Донецької області, Україна. Розташоване за 23 км від Донецька. Відстань до Макіївки становить близько 19 км і проходить автошляхом місцевого значення.

## Географія
Селищем тече Балка Холодна.

## Населення

### Мова
Розподіл населення за рідною мовою за даними перепису 2001 року:
| Мова       | Кількість | Відсоток |
| ---------- | --------- | -------- |
| російська  | 1083      | 86.99%   |
| українська | 161       | 12.93%   |
| болгарська | 1         | 0.08%    |
| Усього     | 1245      | 100%     |

За даними перепису 2001 року населення селища становило 1245 осіб, із них 12,93 % зазначили рідною мову українську, 86,99 % — російську та 0,08 % — болгарську мову.